# Società Polisportiva Ars et Labor 1983-1984
Questa pagina raccoglie le informazioni riguardanti la Società Polisportiva Ars et Labor nelle competizioni ufficiali della stagione 1983-1984.

## Stagione
Il presidente Primo Mazzanti, costretto a far fronte ad una difficile situazione finanziaria, affida la SPAL al tandem formato dal ritorno del direttore sportivo Cesare Morselli e dall'allenatore Giovanni Galeone, il quale ha mietuto successi con la squadra primavera dell'Udinese. Arrivano giocatori che entreranno nel cuore dei tifosi come Giuseppe De Gradi, Vincenzo Lamia Caputo, Carlo Bresciani su tutti, oltre all'ennesimo ritorno di Franco Pezzato.
Galeone è un personaggio istrionico e affascinante, capace di far giocare un calcio tecnico e spettacolare: crea un gruppo che entra in simbiosi con la città e riporta entusiasmo nel pubblico allo stadio. La stagione 1983-1984 in Serie C1 è di alto lignaggio, con Bologna, Parma, Vicenza, Brescia, Modena e Reggiana. La SPAL chiude al quarto posto una stagione finalmente positiva. Nella Coppa Italia di Serie C la Spal vince il girone H di qualificazione, disputato prima del campionato, superando Modena, Centese e Forlì, poi nei sedicesimi di finale, viene superata dal Mestre nel doppio confronto, dopo i tempi supplementari.

## Rosa
| N. |                     | Ruolo | Calciatore          |
| -- | ------------------- | ----- | ------------------- |
|    | Italia (bandiera)   | C     | Andrea Bonacini     |
|    | Italia (bandiera)   | A     | Carlo Bresciani     |
|    | Italia (bandiera)   | D     | Giuliano Burgato    |
|    | Italia (bandiera)   | P     | Riccardo Cervellati |
|    | Svizzera (bandiera) | D     | Ercole D'Eustacchio |
|    | Italia (bandiera)   | C     | Giuseppe De Gradi   |
|    | Italia (bandiera)   | P     | Gino Ferioli        |
|    | Italia (bandiera)   | C     | Stefano Ferretti    |
|    | Italia (bandiera)   | D     | Fabio Fraschetti    |
|    | Italia (bandiera)   | A     | Fabio Grandi        |
|    | Italia (bandiera)   | A     | Elio Gustinetti     |

| N. |                   | Ruolo | Calciatore            |
| -- | ----------------- | ----- | --------------------- |
|    | Italia (bandiera) | C     | Vincenzo Lamia Caputo |
|    | Italia (bandiera) | A     | Franco Pezzato        |
|    | Italia (bandiera) | D     | Dario Pighin          |
|    | Italia (bandiera) | D     | Giuseppe Pregnolato   |
|    | Italia (bandiera) | C     | Andrea Salvadori      |
|    | Italia (bandiera) | D     | Francesco Siviero     |
|    | Italia (bandiera) | A     | Danilo Tessari        |
|    | Italia (bandiera) | A     | Maurizio Trombetta    |
|    | Italia (bandiera) | C     | Claudio Venturi       |
|    | Italia (bandiera) | C     | Stefano Zarattoni     |

## Risultati

### Serie C1 (girone A)

#### Girone di andata
| Arbitro: | Amendolia (Messina) |

|                                   |           |                |
| Bresciani 24’ De Gradi 24’ (rig.) | Marcatori | 73’ D'Agostino |

| Arbitro: | Dall'Oca (Abbiategrasso) |

|            |           |  |
| Franca 45’ | Marcatori |  |

| Ferrara 2 ottobre 1983 3ª giornata | SPAL               | 0 – 0 | Bologna | Stadio Paolo Mazza\| Arbitro: \| D'Innocenzo (Roma) \| |
| Arbitro:                           | D'Innocenzo (Roma) |       |         |                                                        |

| Arbitro: | Cassi (Pisa) |

|                      |           |                |
| Tusino 12’ Gadda 60’ | Marcatori | 53’ Gustinetti |

| Arbitro: | Baldacci (Torino) |

|                                                    |           |                   |
| Trombetta 48’ Lamia Caputo 53’ De Gradi 85’ (rig.) | Marcatori | 1’, 22’ Lucchetti |

| Fano 23 ottobre 1983 6ª giornata | Fano          | 0 – 0 | SPAL | Stadio Borgo Metauro\| Arbitro: \| Greco (Lecce) \| |
| Arbitro:                         | Greco (Lecce) |       |      |                                                     |

| Arbitro: | Mele (Bergamo) |

|              |           |  |
| Ferretti 36’ | Marcatori |  |

| Arbitro: | Bailo (Novi Ligure) |

|                     |           |              |
| Ferretti 43’ (aut.) | Marcatori | 56’ Ferretti |

| Arbitro: | Bin (Torino) |

|                      |           |  |
| Bardi 33’ Brondi 70’ | Marcatori |  |

| Arbitro: | Scalcione (Matera) |

|                                                      |           |  |
| Ferretti 19’ Pezzato 53’ Trombetta 72’ Bresciani 80’ | Marcatori |  |

| Arbitro: | Pucci (Firenze) |

|            |           |                      |
| Gritti 20’ | Marcatori | 29’ (aut.) Bonometti |

| Arbitro: | Agnelli (Siena) |

|                |           |           |
| Pregnolato 30’ | Marcatori | 29’ Mochi |

| Arbitro: | Ramacci (Latina) |

|            |           |             |
| Chiodi 31’ | Marcatori | 23’ Pezzato |

| Ferrara 18 dicembre 1983 14ª giornata | SPAL              | 0 – 0 | Parma | Stadio Paolo Mazza\| Arbitro: \| Frigerio (Milano) \| |
| Arbitro:                              | Frigerio (Milano) |       |       |                                                       |

| Arbitro: | Basile (Siracusa) |

|  |           |              |
|  | Marcatori | 7’ Trombetta |

| Arbitro: | Vecchiatini (Bologna) |

|             |           |  |
| Pezzato 88’ | Marcatori |  |

| Carrara 22 gennaio 1984 17ª giornata | Carrarese            | 0 – 0 | SPAL | Stadio Dei Marmi\| Arbitro: \| Nicoletti (Agropoli) \| |
| Arbitro:                             | Nicoletti (Agropoli) |       |      |                                                        |

#### Girone di ritorno
| Arbitro: | Fiorenza (Siena) |

|                |           |                                 |
| D'Agostino 52’ | Marcatori | 40’, 84’ Ferretti 66’ Bresciani |

| Arbitro: | Novi (Pisa) |

|               |           |               |
| Bresciani 19’ | Marcatori | 42’ Tirapelle |

| Arbitro: | Baldacci (Torino) |

|          |           |  |
| Donà 47’ | Marcatori |  |

| Arbitro: | Fabricatore (Roma) |

|  |           |                   |
|  | Marcatori | 57’ (aut.) Pighin |

| Arbitro: | Baroni (Macerata) |

|                |           |             |
| Zoppellaro 67’ | Marcatori | 8’ Ferretti |

| Arbitro: | Bailo (Novi Ligure) |

|                    |           |  |
| Bresciani 62’, 84’ | Marcatori |  |

| Arbitro: | Ramicone (Tivoli) |

|            |           |  |
| Rondon 57’ | Marcatori |  |

| Arbitro: | Tonon (Conegliano) |

|                                                |           |           |
| Bresciani 28’ Ferretti 52’ (rig.) Bonacini 86’ | Marcatori | 82’ Rossi |

| Arbitro: | Nicoletti (Agropoli) |

|               |           |  |
| Bresciani 78’ | Marcatori |  |

| Arbitro: | Bruschini (Firenze) |

|             |           |               |
| Blangero 1’ | Marcatori | 61’ Bresciani |

| Arbitro: | Basile (Siracusa) |

|                                  |           |                 |
| Zoratto 51’ (aut.) Zarattoni 90’ | Marcatori | 28’, 80’ Gritti |

| Arbitro: | Perdonò (Foggia) |

|               |           |                               |
| Paganelli 33’ | Marcatori | 80’ De Gradi 90’ Lamia Caputo |

| Arbitro: | D'Innocenzo (Roma) |

|                         |           |                      |
| Pezzato 9’ Ferretti 85’ | Marcatori | 32’ Vitale 57’ Pesce |

| Arbitro: | Tuveri (Cagliari) |

|                            |           |             |
| Barbuti 40’, 63’, 79’, 90’ | Marcatori | 44’ Pezzato |

| Arbitro: | Ciaccio (Napoli) |

|                              |           |  |
| Gustinetti 57’ Bresciani 64’ | Marcatori |  |

| Arbitro: | Nicoletti (Agropoli) |

|             |           |             |
| Tosetto 22’ | Marcatori | 11’ Pezzato |

| Arbitro: | Baldas (Trieste) |

|               |           |                |
| Bresciani 52’ | Marcatori | 48’ Cacciatori |

### Coppa Italia

#### Girone H
| Arbitro: | Vecchiatini (Bologna) |

|            |           |                                         |
| Ferioli 9’ | Marcatori | 4’ Trombetta 26’ Ferretti 46’ Bresciani |

| Arbitro: | Gava (Conegliano) |

|                    |           |             |
| Bresciani 49’, 69’ | Marcatori | 82’ Melotti |

| Arbitro: | De Santis (Treviso) |

|             |           |            |
| Venturi 17’ | Marcatori | 22’ Farina |

| Arbitro: | Padovan (Gorizia) |

|              |           |  |
| Ferretti 69’ | Marcatori |  |

| Arbitro: | Scalise (Bologna) |

|               |           |            |
| Sacchetti 72’ | Marcatori | 60’ Grandi |

| Arbitro: | Frusciante (Como) |

|                         |           |  |
| Bisacchi 55’ Farina 69’ | Marcatori |  |

#### Sedicesimi di finale
| Arbitro: | Calafiore (Brescia) |

|              |           |             |
| De Gradi 90’ | Marcatori | 62’ Garaffa |

| Arbitro: | Padovan (Gorizia) |

|               |           |  |
| Ceccotti 111’ | Marcatori |  |